# 三井昌志
三井 昌志（みつい まさし、1974年 - ）は、日本の写真家、旅行作家。

## 略歴
京都府京都市生まれ。神戸大学工学部卒業後、機械メーカーに就職し、エンジニアとして2年間働いた後、退社。
2000年12月から10ヶ月に渡ってユーラシア大陸一周の旅を行う。 訪問国は39ヶ国。 インドや東南アジアを中心に、人物を中心とした写真を撮り続ける。
2001年、ホームページ「たびそら」を立ち上げ、「@niftyホームページグランプリ2002」において準グランプリを受賞。「日経ナショナルジオグラフィック写真賞2016」においてピープル部門最優秀賞を受賞。「日経ナショナルジオグラフィック写真賞2018」においてグランプリを受賞。
近年ではオンラインを利用した写真教室や帰国報告会を開催している。

## 写真集
- 『アジアの瞳　pure smiles』（スリーエーネットワーク出版） 2003年  ISBN 4883192881
- 『素顔のアジア』（ソフトバンククリエイティブ出版） 2005年  ISBN 4797332182
- 『美少女の輝き - アジアンスマイル 1』（グラフィック社出版） 2006年  ISBN 4766116798
- 『子供たちの笑顔 - アジアンスマイル 2』（グラフィック社出版） 2006年  ISBN 4766116801
- 『スマイルプラネット』（パロル舎出版） 2008年  ISBN 4894190761
- 『この星のはたらきもの』（パロル舎出版） 2009年  ISBN 4894190893
- 『撮り・旅! 地球を撮り歩く旅人たち』（共著、ダイヤモンド社出版） 2014年  ISBN 4478046158
- 『写真を撮るって、誰かに小さく恋することだと思う。』（雷鳥社） 2014年  ISBN 4844136704
- 『渋イケメンの国 - 無駄にかっこいい男たち』（雷鳥社） 2015年  ISBN 4844136917
- 『渋イケメンの世界 - 美しき働き者たちへの讃歌』（雷鳥社） 2017年  ISBN 4844137336
- 『渋イケメンの旅』（雷鳥社） 2019年  ISBN 4844137603
- 『LADAKH LADAKH』（共著、TRIP TRIP BOOKS出版） 2019年
- 『Colorful Life 幸せな色を探して』（日経ナショナルジオグラフィック社） 2020年  ISBN 9784863135024

## 写真展
- アジアの瞳 Pure Smiles ～少女たちとの再会～ - 2004年 シリウス[2]
- ミャンマーに架かる虹 - 2014年 キヤノンギャラリー[3]
- 渋イケメンの国 - 2017年 キヤノンギャラリー[4]
- 渋イケメンの旅 - 2019年 ソニーイメージングギャラリー[5]

## 受賞
- @niftyホームページグランプリ2002 - 準グランプリ[6]
- 日経ナショナルジオグラフィック写真賞2016ピープル部門 - 最優秀賞[7]
- 日経ナショナルジオグラフィック写真賞2018 - グランプリ受賞[8]

## 連載
- 朝日新聞デジタル「＆TRAVEL」 - 美しきインドの日常[9]